# 仏教用語一覧
仏教用語一覧（ぶっきょうようご いちらん）では、仏教の用語を、日本語にしているものを中心として一覧形式で表す。
仏教用語は、仏教発祥の地であるインドが起源であり、そこで生まれた様々な用語は中国において、「般若」「三昧」など発音に漢字を当てはめた音訳、あるいは、「識」「空」など意味の該当する漢字に置き換えた意訳の、2種の方法によって中国語化された。さらに、それらの漢字化された仏教用語は日本にも伝わり、「有頂天」や「玄関」などといった一部の語は、一般社会においても日常語として使用されるようになった。
また、「瓦」（kapāla、鉢、頭蓋骨）や「鳥居」（torāna、仏塔の垣門）も仏教用語が起源であるとする説がある。

## あ行

### あ
- 阿含経
- 阿含宗
- 阿育王
- 阿毘達磨
- 尼
- 阿弥陀
- 阿弥陀経
- 阿羅漢
- 阿頼耶識
- 行脚
- 安居
- 安心
- 行燈

### い
- 医王殿
- 意識
- 一向宗
- 一切皆苦
- 一闡提
- 一来
- 一如
- 位牌
  - 位牌所
- 印可
- 因果
- 隠元
- 院号
- 印相
- 院殿号
- 因縁
- 因明

### う
- 有
- 浮御堂
- 氏寺
- 打敷（打敷き）
- 宇宙
- 盂蘭盆
- 盂蘭盆会
- 有漏（うろう）
- 雲鼓（うんく）

### え
- 回向
- 縁
- 縁覚
- 縁起

### お
- 応供
- 往生
- 応身
- 往相回向
- 黄檗宗
- 和尚
- 陰陽道
- 厭離穢土

## か行

### か
- 我
- 覚王（覚皇）
- 過去帳
- 加持
  - 加持祈祷
- 火舎香炉
- 我執
- 伽陀
- 合掌
- 華道
- 伽藍
- 灌仏会
- 勧請
- 感応
- 観無量寿経

### き
- 帰依
- 祇園
- 祇園精舎
- 譏嫌（機嫌）
- 機根
- 喜捨
- 寄進
- 吉祥
- 吉祥八宝
- 行（ぎょう）
- 逆流（ぎゃくる）
- 境界
- 教行信証
- 経典
- 金縛

### く
- 苦
- 空（くう）
- 倶会一処
- 久遠
- 久遠実成
- 倶舎宗
- 倶舎論
- 具足
- 具足依儀
- 具足戒
- 具足三昧
- 具足徳本願
- 具足諸相顔
- 口伝鈔
- 功徳
- 工夫
- 鳩摩羅什
- 九品
- 紅蓮
- 供養
- 薫習

### け
- 偈（偈文）
- 華厳
- 華厳経
- 華厳宗
- 華厳部 (大正蔵)
- 袈裟
- 解脱
- 血脈（中国語版）（けちみゃく）
- 結界
- 結集
- 献茶
- 顕教
- 還相回向
- 化身
- 兼学
- 現量

### こ
- 香
- 講
- 孝道教団
- 業
- 荒神
- 広宣流布
- 広布
- 工部七職
- 降魔
- 香炉
- 五蘊
- 牛黄
- 牛王宝印（牛玉寶印、牛玉寳印、牛王法印）
- 五戒
- 虚空
- 虚空蔵菩薩
- 五具足
- 極楽
- 虚仮
- 五根 (三十七道品)
- 五色
- 五大明王
- 五智如来
- 牛頭（ごづ）
- 牛頭観音
- 牛頭天王
- 五百羅漢
- 御幣
- 五味
- 勤行（ごんぎょう）
- 権現（権現堂、権現院、権現造、権現山、権現岳、など）
- 金剛（金剛寺、金剛院、金剛山、など）
- 金剛界
- 金剛組
- 金剛座
- 金剛峯寺
- 金堂
- 根本分裂

## さ行

### さ
- 在家
- 悟り
- 三界
- 山岳仏教
- 三帰依
- 三具足
- 懺悔（さんげ）
- 山家学生式（さんげがくしょうしき）
- 狻猊
- 三種の浄肉
- 三十七道品
- 三身
- サンスクリット
- 三途川
- 三千大千世界
- 三蔵
- 三蔵法師
- 三毒
- 三宝
- 三方
- 三法
- 三法印
- 三宝尊
- 三昧
- 三密
- 山門
- 三論宗

### し
- 寺院
- 指月
- 色（しき）
- 識
- 色即是空
- 慈眼（じげん）
- 慈光
（慈光院、慈光山、慈光寺、など）
- 寺号
- 四向四果
- 地獄
- 獅子（僧訶、シムハ）
- 時宗
- 四十八願
- 十界
- 実化
- 四諦
- 七仏通誡偈
- 実相
- 四天王
- 志納、志納料（志納金）
- 慈悲
- 寺務所
- 釈（釋）
- 釈迦
- 釈迦三尊
- 釈迦堂
授記
- 朱印
- 十号
- 修験
  - 修験者
  - 修験道
- 種子 (密教)
- 種子 (唯識)
- 執着
- 修証義
- 住持
- 住職
- 順流（じゅんる）
- 十大弟子
- 十二因縁
- 十二神将
- 十二天
- 十二部経
- 十八不共法
- 宿善
- 宿坊
- 出家
- 出世
- 須弥山
- 須弥壇
- 授与、授与品[1]
  - 授与所
- 照一隅
（照于一隅此則國寶、照千一隅此則國寶）
- 定額
（定額山）
- 定額寺
- 定額僧
- 聖教量
- 荘厳
- 上座部
- 上座部仏教
- 成実宗
- 成就
- 常住
- 生身
- 生身供
- 正信念仏偈（正信偈）
- 小乗仏教（→上座部仏教）- 聖天
- 聖天山
- 浄土
- 浄土教
- 浄土宗
- 浄土真宗
- 正法
- 成仏
- 声聞
- 諸行無常
- 諸法無我
- 寺領
- 神祇不拝
- 真空
- 真言（しんごん）
- 真言宗
- 晋山式
- 深沙大王（深沙王）
- 陳那
- 真如
- 真如苑
- 神仏
- 神仏習合

### す
- 瑞雲
- 水月
- 垂迹（すゐしゃく、すゐじゃく）
- 厨子
- 水雲（雲水）
- 水天（水天宮）
- 水輪
- 瑞応華
- 隨縁（随縁）
- 隨行（随行）
- 隨分（随分）
- スッタニパータ（経集）

### せ
- 正二品松
- 世間
- 殺生（せっしょう）
- 絶対
- 禅定
- 千僧供養
- 選択本願念仏集
- 善知識
- 先達
- 栴檀
  - 栴檀林
- 善導

### そ
- 僧
- 僧伽（そうぎゃ、さうぎゃ、そうが、サムガ）
- 僧綱（そうがう）
- 僧官
- 僧供（そうく、そうぐ）
- 造寺司
- 僧正（そうじゃう）
- 僧都（そうづ）
- 葬式仏教
- 曹渓宗
- 曹洞宗
- 総代
- 僧坊
- 像法
- 僧侶
- 祖師

## た行

### た
- 大願
- 大雁塔
- 退屈
- 大師
  - 大師堂
- 大衆（大衆）
  - 大衆部
- 大正新脩大蔵経
- 大丈夫
- 大乗
  - 大乗非仏説
  - 大乗仏教
- 胎蔵界
- 大都流
- 大悲
  - 大悲山
  - 大悲殿（大悲閣）
- 台密
- 大般涅槃経
- 大雄
- 達者
- 多宝塔
- 陀羅尼
- 他力
- 他力本願

### ち
- 知惠（智慧）
- 智慧
- 畜生
- 地蔵菩薩
- 知足
（知足院、など）
- 秩父三十四箇所
- チベット大蔵経
- チベット仏教
- チベット密教
- 中観派
- 中道
- 中論
- 鎮守
  - 鎮守堂、鎮守寺
  - 鎮守社
- 鎮宅霊符尊
（鎮宅霊符神、鎮宅霊符尊神、太上神仙鎮宅霊符尊、太上神仙鎮宅七十二霊符尊神）
  -  鎮宅七十二霊符

### つ
- 追儺
- 追善供養（→供養）
- 通称寺の会

### て
- 剃髪（ていはつ）
- 撤饌（お下がり）
- 寺（てら）
- 寺師（寺大工）
- 纏（てん、→煩悩）
- 天 (仏教)
- 天蓋
- 天竺
- 天台宗
- 天道
- 天部
- 天王（てんのう）

### と
- 道
- 堂（堂宇）
- 投機
- 道教
- 棟札
- 道場
- 道心
- 東司
- 東大寺
- 幢幡
- 東方浄瑠璃世界（中国語版）
（浄琉璃世界、琉璃世界、琉璃光世界、東方浄土）
- 東密
- 堂宮大工
- 道楽
- 灯籠
- 兎角（とかく）
- 犢子部
- 徳雲
- トートーメー
- 独覚
- 独鈷（獨鈷）
- 独鈷山（獨鈷山）
- 独鈷鈴

## な行

### な
- 南無
- 南無阿弥陀仏
- 南無妙法蓮華経
- 南伝仏教（→上座部仏教）
- 南都六宗

### に
- 仁王
- 仁王門
- 二乗
- 日蓮
- 日蓮宗
- 日蓮正宗
- 日光菩薩
- 入滅
- 如意
（如意輪寺、如意輪院、如意寺、如意院、如意庵、如意山、など）
  - 如意金箍棒（如意棒）
  - 如意宝珠
  - 如意輪観音
- 如来
- 如来蔵
- 仁王会（にんのうえ）
- 仁王経法（にんのうきょうぼう）
- 仁王呪（にんのじゅ）

### ね
- 涅槃
- 涅槃経
- 涅槃寂静
- 拈華微笑
- 念仏

### の
- 納経

- 日常五心
- 忍辱

## は行

### は
- 拝観、拝観料
- 廃仏毀釈
- 八大龍王
- 八部鬼衆
- 八部衆
- 八正道
- 法堂
- 法燈（法灯）
- 法嗣
- 花立
- 番匠
- 波羅蜜
- 般若
- 般若経
- 般若心経
- 頒布、頒布品[2]

### ひ
- 比丘
- 比丘尼
- 辟支仏
- 皮肉
- 白衣
- 比量
- 毘盧遮那仏

### ふ
- 普化宗
- 普賢、普賢菩薩
- 不還（ふげん）
- 布施
- 仏（ぶつ）
- 仏教遺跡
- 仏旗（ぶっき）
- 仏舎利
- 仏十力
- 仏性
- 仏身
- 佛神
- 仏像
- 仏典
- 仏陀（ぶっだ）
- 仏陀伽耶
- 仏堂
- 仏塔
- 部派仏教
- 仏滅紀元
- 分身

### へ
- 別当
- 別当寺
- 変成男子
- 徧覚
- 徧吉
- 徧行
- 徧行真如
- 徧行惑
- 徧計
- 徧計所起色
- 徧計所執性
- 徧計所縁断
- 徧参
- 遍昭（徧照、遍照）
- 遍路

### ほ
- 法
- 坊
- 房
- 法印（宝印、寶印）
- 報恩[3]
- 報恩巧方便（ほうおんげうはうべん）
- 報恩講
- 報恩抄
- 報恩大師
- 方広（方廣、はうくゎう）
- 法界（ほっかい、ほふかい）
- 法具
- 放下（ほうか）
  - 放下僧
  - 放下師
  - 放下鉾
- 放下（ほうげ）
  - 放下著（ほうげじゃく）
  - 自己放下（じこほうげ）
- 報賽
- 報身
- 坊主
- 方便
- 謗法
- 宝珠
- 宝樹
- 宝幢
- 北伝仏教（→大乗仏教）
- 発願（ほつぐゎん）
- 法華（ほっけ < ほふけ）
- 法華経
- 菩薩
- 法身
- 法身普賢
- 法師（ほっし、ほうし）
- 法性
- 法相
- 法相宗
- 法名
- 法主
- 北辰妙見菩薩
- 払子
- 法戦式
- 菩提（冒地）
- 菩提樹
- 仏（ほとけ）
- 盆
- 梵我一如
- 本覚
- 本願
- 本願寺
- 梵字
- 本迹
- 梵珠山
- 本尊
- 本地
- 本地垂迹
- 梵天
- 梵天 (祭具)
- 凡夫
- 本仏

## ま行

### ま
- 摩訶般若波羅蜜経
- 末那識
- 末法
- 魔羅
- 曼陀羅・曼荼羅
- マントラ

### み
- 密教
- 密厳
  - 密厳国土
  - 密厳院
  - 密厳院発露懺悔文
- 御堂
- 御影（みえい）
  - 御影堂
  - 御影堂 (大石寺)
- 微妙（みめう）
- 宮大工
- 明王（みゃうわう）
- 冥加
  - 冥加料
- 妙覚
- 妙見
（妙見堂、妙見宮、妙見社、妙見寺、妙見院、妙見山、など）
  - 妙見菩薩
- 明神
- 妙典
- 妙法

### む
- 無
- 無住
- 無明

### め
- 迷惑

### も
- 妄想
- 裳
- 裳階
- 門前町

## や行

### や
- 夜叉
- 訳経史区分
- 薬壺（薬壷、やっこ）
- 唯識
- 瑜伽
- 瑜伽行唯識学派
- 瑜伽師地論
- 欲界
- 吉田神道
- 世も末（→末法）
- よとうざい 預流（よる）

## ら行

### ら
- 羅漢
- 落語
- 羅刹

### り
- 律宗
- 利益
- 六道
- 利生
- 量
- 両部神道
  - 両部鳥居
- 臨済宗
- 輪蔵
- 輪廻
- 瑠璃
- 六境
- 六神通
- 六波羅蜜
- 六根
- 六根清浄

## わ行

### わ
- 輪袈裟
- 和光（和光山など）
  - 和光同塵
- 和讃
- 和上
- 和様建築
- わら馬（藁馬）

## 各地の仏教
- インドの仏教、スリランカの仏教
- 東南アジアの仏教
- チベット仏教
- 中国の仏教、朝鮮の仏教、日本の仏教